# Grub (Kirchenpingarten)
Grub ([ɡʁuːp] ) ist ein Gemeindeteil der Gemeinde Kirchenpingarten im Landkreis Bayreuth (Oberfranken, Bayern). Grub liegt in der Gemarkung Lienlas.

## Geografie
Der Weiler liegt an der Haidenaab. Im Norden steigt das Gelände zum Zentralmassiv des Fichtelgebirges an. Gemeindeverbindungsstraßen führen nach Dennhof (0,8 km südlich) und nach Eckartsreuth (1,6 km westlich).

## Geschichte
Grub wurde im Jahr 1378 als Besitz der Herren von Weidenberg erwähnt. In der Folgezeit lag der Ort im Fraischbezirk des oberpfälzischen Landrichteramtes Waldeck-Kemnath. Die Grundherrschaft übte ursprünglich das Rittergut Weidenberg, Unteres Schloss und das Rittergut Weidenberg, Oberes Schloss aus, beides Markgräfliche Lehen. 1606 war dies ein Ganzhof des Unteren Schlosses und ein Höflein des Oberen Schlosses. 1745 wurden beide Rittergüter vom Fürstentum Bayreuth gekauft, die in der Oberpfalz liegenden Orte wurden zeitgleich an das Rittergut Reislas abgegeben. Der ehemals unterschlössische Grundbesitz bestand aus drei Anwesen (Rapsen- und Kohlhaus mit je 3⁄8 Hoffuß, Ausnahmehäusel mit 1⁄32 Hoffuß) und zwei Inwohner, der oberschlössische Grundbesitz aus zwei Anwesen (Ranger- und Wunnhaus mit je 1⁄4 Hoffuß).
Mit dem Gemeindeedikt wurde Grub dem 1808 gebildeten Steuerdistrikt Fuchsendorf und der 1818 gebildeten Ruralgemeinde Lienlas zugewiesen. In der freiwilligen Gerichtsbarkeit unterstand der Ort dem Patrimonialgericht Reislas. Am 1. Januar 1972 wurde Grub nach Kirchenpingarten eingemeindet.

### Einwohnerentwicklung
| Jahr      | 001818 | 001824 | 001861 | 001871 | 001885 | 001900 | 001925 | 001950 | 001961 | 001970 | 001987 |
| Einwohner | 30     | 23     | 30     | 34     | 35     | 32     | 27     | 33     | 24     | 21     | 22     |
| Häuser    |        | 5      |        |        | 5      | 5      | 5      | 4      | 4      |        | 4      |
| Quelle    | [ 12 ] | [ 9 ]  | [ 13 ] | [ 14 ] | [ 15 ] | [ 16 ] | [ 17 ] | [ 18 ] | [ 19 ] | [ 20 ] | [ 1 ]  |

## Religion
Grub ist römisch-katholisch geprägt und nach St. Jakobus der Ältere (Kirchenpingarten) gepfarrt.